# Held der Volksrepublik Lugansk
Held der Volksrepublik Lugansk (russisch Герой Луганской Народной Республики) war ein Ehrentitel der sogenannten Volksrepublik Lugansk. Er wurde am 14. März 2018 gemäß des Dekret des Präsidenten Nr. 354 gestiftet und ähnelt dem Ehrentitel Held der Russischen Föderation sowie dem zuvor gestifteten Ehrentitel Held der Volksrepublik Donezk. Der Ehrentitel wurde mit einer 21 Gramm schweren, tragbaren Auszeichnung verliehen, welche vom Held der Russischen Föderation nur durch das unterschiedliche Band und das Revers mit der Inschrift „Held der LNR“ (russisch: Герой ЛНР) unterschieden werden kann. Diese wird auf der linken Brustseite über der Ordensspange getragen. Mit der Annexion der VR Lugansk durch die Russische Föderation wurde die Auszeichnung hinfällig, die letzten beiden Verleihungen erfolgten mutmaßlich posthum am 20. Oktober 2022 an Maxim Komarow und Alexander Miroschnik. Der bekannteste Träger ist Jewgeni Prigoschin.

## Verleihung
Eine Verleihung erfolgte auf Beschluss des Staatsoberhauptes der VR Lugansk, die Verleihung erfolgte gemäß Statut ebenfalls durch das Staatsoberhaupt spätestens drei Monate nach Inkrafttreten des Beschlusses „in öffentlicher und feierlicher Atmosphäre“. Mit der Verleihung ging auf Beschluss des Ministerrates der Anspruch auf eine monatliche Zahlung von 36.410 russischen Rubeln einher. Eine posthume Verleihung war möglich. In diesem Falle wurden Medaille und Urkunde den Angehörigen überreicht, ohne, dass hiermit eine Trageberechtigung einherging.